# Cristián Valdés Pascal
Cristián Valdés Pascal (Santiago, 2 de julio de 1947) es un cineasta y fotógrafo chileno.

## Biografía
Cristián Valdés cursó la educación primaria y secundaria en el colegio del Verbo Divino y después estudió fotografía en la Universidad Católica con el profesor Bob Borowicz (1964); más tarde, viajó a Moscú a seguir la carrera de fotografía y cámara en el Instituto Ruso de Cinematografía, donde se tituló en 1975.
Antes de irse a Rusia trabajó como ayudante de cámara en Emelco, Santiago (1966) y participó en exposiciones fotográficas en el Teatro La Comedia, el Instituto Cultural de Providenia y en la Feria de Arte que organizaba el Museo de Arte Contemporáneo de Santiago (MAC).
En 1969 ingresó en Moscú a la carrera de camarografía y fotografía, y en 1975 se convirtió en director de fotografía y camarógrafo de la película Noche sobre Chile, un largometraje realizado por su compatriota Sebastián Alarcón y el ruso Alexandr Kósarev en los estudios Mosfilm que se estrenó en 1977 en el Festival Internacional de Cine de Moscú.
Posteriormente, Valdés se dedicó al periodismo televisivo y trabajó en la corresponsalía de la Televisión Finlandesa (1979-1989) en Moscú y en la de la TVE en París (1990-2007).
El encuentro de Valdés con la fotografía fue fortuito: a los 18 o 19 años, cuando atravesaba por una "crisis de juventud", encontró una máquina en una cómoda de su madre, compró un manual y comenzó a hacer fotos. "Fue un flechazo, un amor a primera vista y comprendí que mi mundo sería el de la imagen", contó en una entrevista.
Su primera exposición fotográfica individual en Santiago de Chile la realizó en 1998 en el Centro Cultural Montecarmelo, de Providencia. Titulada Insólito cotidiano, "tuvo gran éxito de crítica y público". Ese mismo año expuso también en Valparaíso, en La Sebastiana —Persistencias marinas, acompañadas de poemas de Pablo Neruda— y al siguiente, en La Chascona, en el barrio Bellavista de la capital chilena, ambas casas de Neruda. En 2001 exhibió nuevamente en Montecarmelo: su Inventario efímero estuvo "integrado por cerca de 300 fotografías en color de formatos distintos y constituye un conjunto compuesto de series de fotos y de montajes fotográficos dispuestos en forma de mosaicos inspirados en el pintor abstracto holandés Piet Mondrian, en lo que a su distribución espacial se refiere".
Ha presentado asimismo exposiciones en otros países como España, Francia, Holanda, Rusia, Suecia, y ha participado en varias colectivas, entre ellas, la titulada Paris-Flash en el citado MAC de Santiago; la individual Sobreimpresiones se realizó en el Centro de Extensión de la Universidad Católica en 2005.
Valdés ha hecho numerosos documentales, entre los que cabe destacar varios sobre la capital moscovita —como La escuela de circo de Moscú (1981) o Los secretos del teatro de marionetas (1982)—, sobre la ex Unión Soviética —La fuente eterna de la juventud (1984), sobre ancianos del Cáucaso; Svaneti (1985), sobre una región de Georgia; Perestrock, sobre la música en tiempos de la perestroika de Mijaíl Gorbachov; sobre la Iglesia ortodoxa, el folklore de Ucrania, sobre la tauromaquia en el sur de Francia, sobre Chile —El mar en peligro (1990), sobre la pesca artesanal y su acelerada desapariciòn debido a la pesca industrial indiscriminada; El lucero del desierto (1990), sobre la fiesta relegiosa en honor a la Virgen del Carmen que se celebra en La Tirana, en el norte del país—; y sobre otros países como Afganistán, España, Perú. En Francia participó en documentales rodados por rusos a mediados de la primera década de los años 2000 sobre personalidades relacionadas con Rusia, como Eugène de Beauharnais (2005) o Dina Vierny (1995).
Como camarágrafo de las televisiones finlandesa y española tuvo oportunidad de filmar a numerosos políticos, entre los que se puede citar a presidentes de Francia (Jacques Chirac, Nicolas Sarkozy), de la URSS y Rusia (Leonid Brézhnev, Gorbachov, Vladímir Putin, además de personalidades de la cultura, la ciencia y la sociedad. Ha colaborado esporádicamente con la revista finlandesa Me Naiset y el diario francés Libération.
Regresó a Chile en 2007 y al año siguiente comenzó a hacer clases de dirección de fotografía en el Duoc UC de Viña del Mar. Es miembro de la sociedad Creaimagen.
En 2015 presentó Mujeres, un libro de fotos de carácter documental, tomadas al azar en 13 países; cierra el volumen una pequeña sección de desnudos.